# Ursula Graham Bower
Ursula Graham Bower (15 mai 1914 - 12 novembre 1988), plus tard connue sous son nom de femme mariée U. V. G. Betts est une anthropologue pionnière britannique de la région des Naga Hills dans l'Himalaya (1937-1946) et une combattante contre les Japonais en Birmanie (1942-1945).

## Biographie
Ursula Graham Bower est la fille du commandant John Graham Bower, RN (1886-1940). Elle étudie à la Roedean School sur l'île de Mull en Écosse dans le but de suivre un cursus d'archéologie à Oxford. Lors du remariage de son père, elle devient la belle-fille de l'autrice Barbara Euphan Todd.
Elle se consacre finalement à l'anthropologie et, à partir de 1937, elle étudie le peuple des Nagas dans l'Himalaya
Au début de la Seconde Guerre mondiale, elle est à Londres. Elle a l'occasion de retourner auprès des Nagas et, à la suite de la conquête japonaise de la Birmanie, elle est mandatée par le gouvernement britannique pour former les Nagas contre la menace toute proche. Elle mène une troupe de plus de 150 éclaireurs dans la jungle montagneuse. Elle aide les réfugiés, les déserteurs et les évadés fuyant la Birmanie.
C'est pendant la guerre qu'elle rencontre son mari, le colonel Frederick Nicholson Betts (en) (par ailleurs ornithologue) qu'elle épouse en 1945. En 1948, ils partent cultiver le café au Kenya. À cause de l'instabilité du pays, ils reviennent sur l'île de Mull avec leurs deux filles, Catriona et Alison Betts.